# アスリート
アスリート（英: athlete）は、スポーツなどの身体運動に優れた人や、体力、俊敏性、スタミナを要求される運動、スポーツ、ゲームについてトレーニングを積んだり、熟練していたりする人のことである。スポーツマン（Sportsman）、スポーツ選手（スポーツせんしゅ）、運動選手（うんどうせんしゅ）とも呼ばれている。

## 概説
オックスフォード辞典では「スポーツなどの身体運動に優れた人」という定義を、メリアム＝ウェブスター辞典は「体力、俊敏性、スタミナを要求される運動、スポーツ、ゲームについてトレーニングを積んだり、熟練していたりする人のこと」という定義を、それぞれ掲載している。
アスリートという言葉は、「競技会やコンテストの参加者」を意味するギリシャ語の「άθλητὴς（athlētēs アスレーテース）」に由来している。この語は「競技」を意味する「ἂθλος （áthlos アスロス）」「ἂθλον （áthlon アスロン）」からの派生語である。
イギリス英語では、athleteには「競技的トラック&フィールド・イベントに参加する人」（A person who takes part in competitive track and field events (athletics)という用法も（2番目の用法として）ある。大辞泉では、主として陸上競技、水泳、球技などの選手について言う、との説明文を掲載している。
日本では「スポーツ選手」の語が一般的であったが、1990年代後半から英語の「アスリート」が使われることが増えた。当初、アスリートは「陸上競技選手」の意味で用いられたが、後に「プロ／アマ」という文脈での使用、そして「障がい者」「プロ選手一般」「国際的に活躍するプロとアマ」「スポーツ愛好家」全般を含めた使用へと拡大していった。この変遷には、プロとアマの競技の平等化、障がい者と健常者の競技における平等化、身体の自己管理、スポーツ権の向上や拡大および自己表現としてのスポーツといった新しいスポーツ観が反映されている。

## アマチュアとプロ
アスリートや競技について「アマチュア」と言う場合、愛好家、愛する人という意味で、もともと基本的には、競技以外にしっかり本職をもっていて、競技を生活の糧を得る手段に使わず純粋にそれを愛好する人のことを指した。それに対して「professional プロフェッショナル」（略して「プロ」）とは、競技に参加することを職業とし、それで生活の糧を得る（お金を得る）人のことを指す。
プロスポーツ業界の市場規模と現実の厳しさ
プロアスリートであれば、必ず金銭的対価を得られるわけではない。毎年、『フォーブス』が発表する世界のスポーツ選手上位50人の年収順リスト（スポーツ選手長者番付）では、バスケットボール・アメリカンフットボール・サッカーのプロが8割近くを占めており、同じプロでも収入に多寡があることがうかがえる。
プロゴルファーの上田桃子が、プロアスリートとして収入を得られないスポーツを「先がないスポーツ」と発言したり、武井壮が「業界のシステムとして給与体系がしっかりしている競技以外の、日本一になってもサラリーマン程度のお給料しかもらえない競技だったら、僕はその競技の協会とか業界が成熟するのを待っていても、自分の選手人生には間に合わないだろうな、と思っています」 と発言したりもしている。

## プロの職業人生の短さと対策
一般に、プロのスポーツ競技者の職業人生は、他の一般的な職業と比較して非常に短期間とされる。例えば、日本のプロ野球選手の場合、平均選手寿命は（わずか）約9年であり「平均引退年齢」は約29歳である。また、Jリーガー(J1、J2、J3の選手）では、2013年2月の時点で1142人いるが、毎年100人以上が新規契約され、ほぼ同数が契約解除されており、統計的にはJリーガーの50〜60%程度が入団3年以内に引退している。Jリーガーに対してアンケート調査を行ったところ、90%が「引退後の人生に不安を感じている」と回答した。
武井壮はプロスポーツを志した時点で、それぞれのスポーツの収入や待遇、その後の生活の選択肢などを考慮すべきであり、「そんな事も知らずにスポーツに中高大の10年を費やす無計画はダメ」と警鐘を鳴らしている。
スポーツ社会学では、アスリートはリスクの高い職業であるとされている。井上雅雄は「プロスポーツ選手の専門スキルは職業特殊的なものであり、セカンドキャリアを準備するための職業訓練の緊要性は一層高い」と指摘し、一部のチームで行われているセカンドキャリアの準備の試みを高く評価した。また井上は「身体と精神と感情とを自己制御し、刻々と変化する状況をとらえて瞬時に反応し行動するという能力は、スポーツ選手のいわばもう一つのスキルとも言える」「これは実はいかなる仕事にも適用しうるものとしてすぐれて汎用的である」と述べた。一方で、アスリートの社会人基礎力の欠如や知的基礎能力の低さが指摘されることも多い。

### 引退後の人生
引退した選手のごく一部は当該スポーツのコーチや監督を務めるが、ポストに就ける人数は非常に少なく、大多数の選手は、それまでの競技とは関係の無い、異なった職業人生を歩まざるを得ない。
笹川スポーツ財団による調査では、引退後のオリンピアンの正規雇用率は55.7％、年収は300万円以下が最多であった。
プロ野球選手の場合、「業界で見ると、不動産、不動産投資販売、保険営業、サービス系の営業が多い」と言う。実業団の選手であっても、競技中心の生活を送ったために社業について行けない場合がある。
また、2009年のスポーツ・イラストレイテッド誌によれば、NBA選手は現役時代に大変な高収入であったにもかかわらず60％が引退から5年以内に自己破産、NFL選手の78%は引退後2年以内に破産、または経済的に困窮するとされる。その原因は浪費、離婚、投資の失敗などであり、プロスポーツ選手はキャリアが短いことを自覚せず、貯金をしっかりせず、現役時代にも引退後にも派手な散財を続ける人が多い。若くして大金を手にしたプロ選手から見ると、周囲にも同様に一時的に大金を掴んだ者が多く、そういう同僚たちと付き合えば支出も自然と大きくなり、特にスポーツ選手はもともと「負けず嫌い」な人が多く、散財の面でも他の人と競争をしてしまい、手に入れた大金も使い果たして破産してしまう元選手が多い。アスリートにありがちな「負けず嫌い」の性質は、アスリートの競技には役立つが、それ以外の普通の人生、特にお金を賢く節約するということに関しては、悪影響を及ぼす。
また、体力を極端に増強させるため、一般人と比べて寿命が短い問題も挙げられる。ジャイアント馬場のような2m以上の選手、力士のようなBMIが非常に高い選手は50代、60代で死去することも珍しくなく、一部の団体や協会では食生活や指導の体制などを見直すケースも挙げられる。

### 対策
職業訓練
米国のメジャーリーグベースボールなどでは、現役の選手に対して（オフシーズンなどに）、選手引退後の人生に役立つような職業訓練を実施している。選手らは引退後、建築に従事する大工、自動車販売業でのカーディーラーの営業マンなどへと転職するなど、（スポーツ選手やコーチ以外の）様々な職業人生を歩む方が一般的であり、現役時代の職業訓練が効果を発揮する。
日本野球界では、選手の将来のための職業訓練はほぼ実施されていない。日本野球機構のアンケート結果 によれば、「プロ野球引退後に就きたい職業」の1位は「一般企業の会社員」となっているが、そのための具体的な支援は行われていない。2014年12月、プロ野球選手会が中心になって、野球選手の再就職を支援するためのインターネット上のウェブサイトが立ち上げられた。
キャリアカウンセリング
日本サッカー界では、2002年にJリーグキャリアサポートセンター（JCSC）が設立され、キャリアカウンセリングやキャリアデザイン支援を行っているが、職業斡旋機能の脆弱さや現役選手のキャリアデザイン教育の不備が指摘されている。